# Иоанно-Предтеченская церковь (Соликамск)
Иоа́нно-Предте́ченская церковь — православный храм в городе Соликамске Пермского края, в бывшем селе Красном. Памятник церковной архитектуры XVIII века. Памятник архитектуры федерального значения.

## Расположение

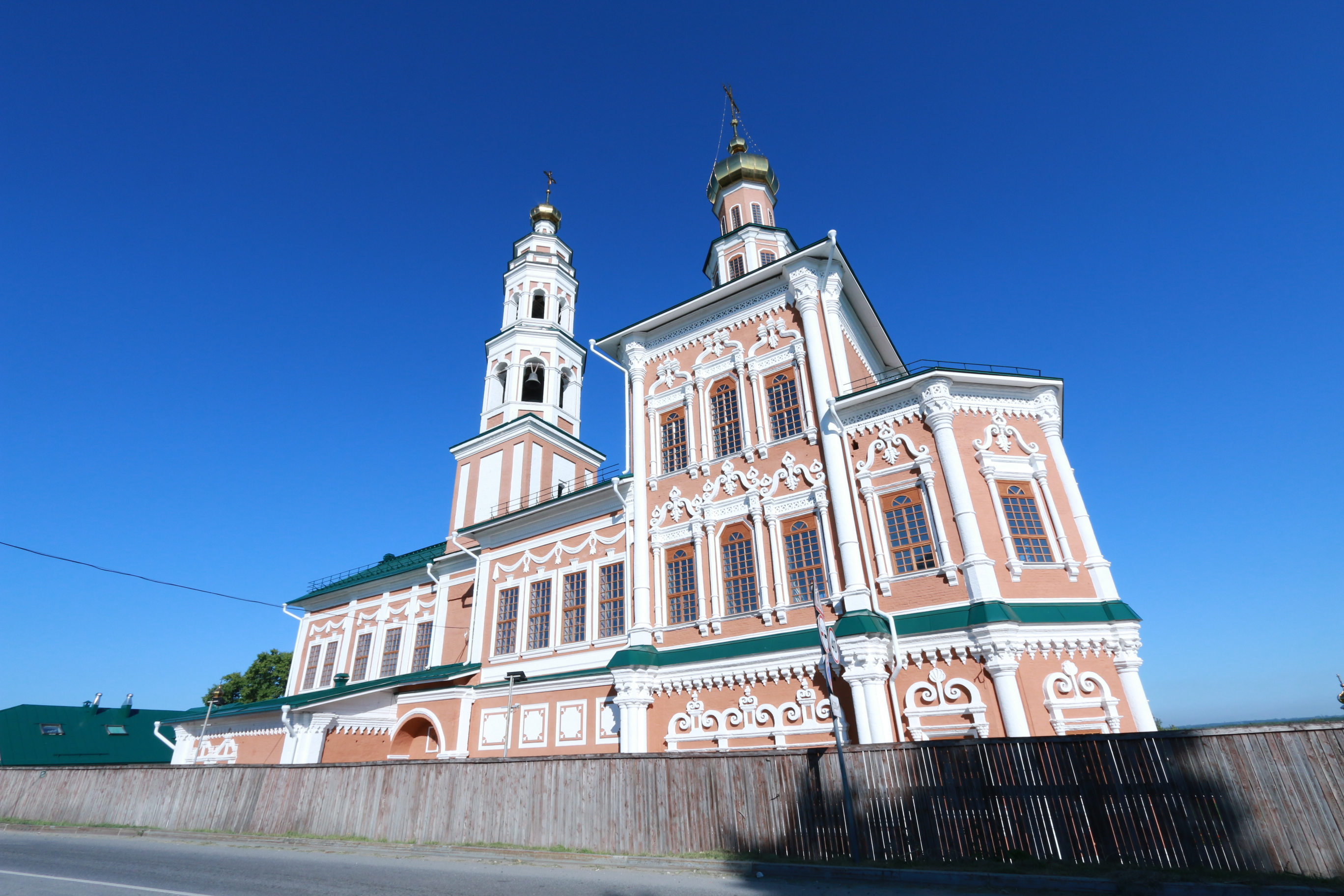
Церковь Иоанна Предтечи

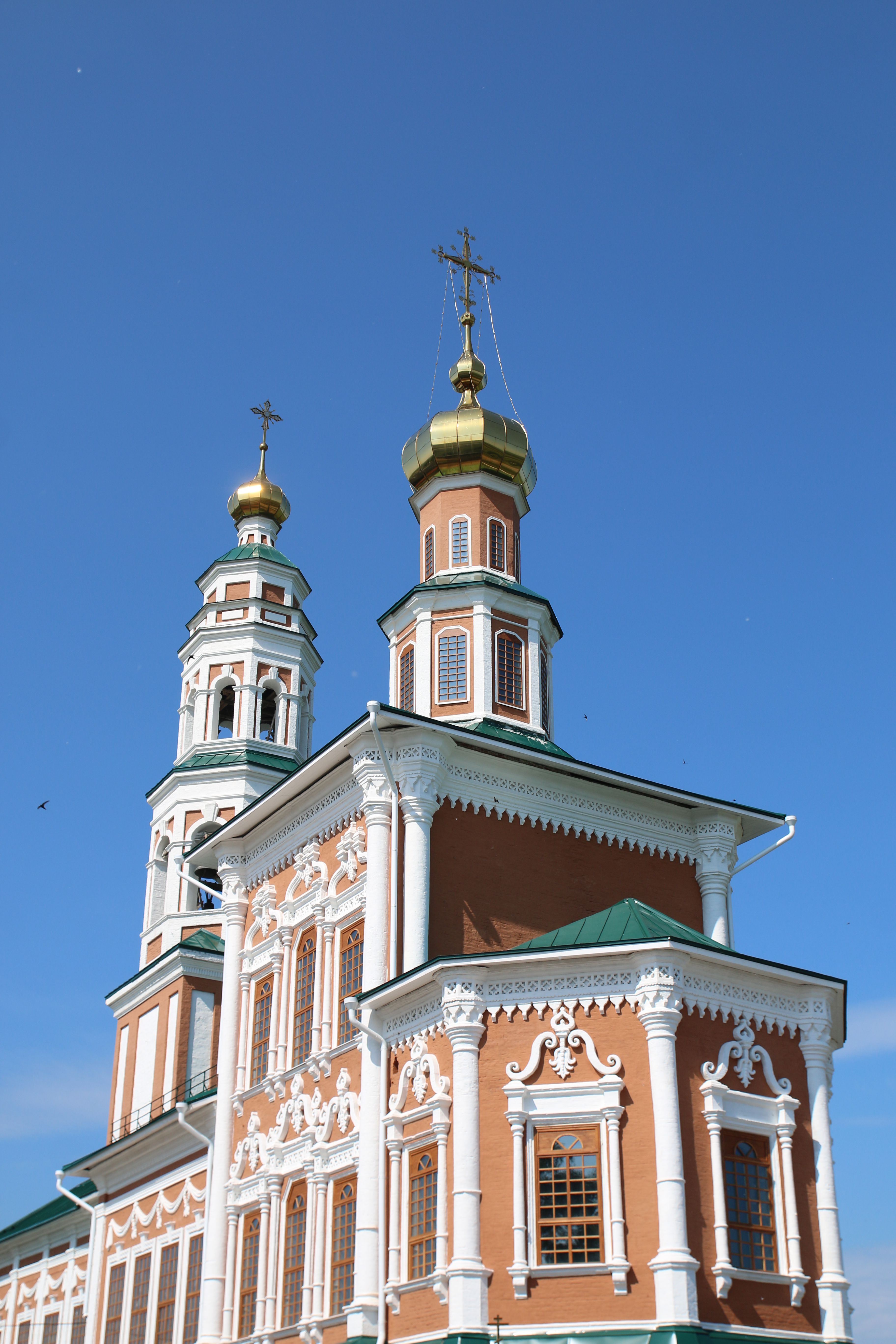
Церковь-корабль

Село Красное в XVIII веке было удалено от Соликамска на расстояние полторы версты. Оно расположено в той же долине реки Усолки, вдоль которой был построен и город Соликамск, недалеко от впадения Усолки в Каму. Церковь служит логическим и визуальным продолжением ансамбля Соликамских церквей, созданного в XVII—XVIII веках в период экономического процветания города и вытянутого в линию вдоль реки. Она расположена на высоком берегу, ниже Соликамска по течению и, вероятно, служила не только культовым целям, но и маяком-ориентиром для судов, шедших из Камы в Усолку.

## История
Разрешительная грамота на строительство дана епископом Вятским и Великопермским Алексием в  1715 году. Строительство началось в 1721 году, завершено строительство церкви в 1772 году. Сначала строилась на деньги богатого солепромышленника Ивана Суровцева, а после его смерти — на деньги солепромышленника и купца Алексея Турчанинова. В 1788 году его жена пожертвовала для церкви 18 колоколов, отличавшихся гармоничностью звона. Особой любовью жителей пользовался повседневный стопудовый колокол, за радостный звон названный «Веселилом». В 1856 году наследники Турчанинова заявили свои права на колокола, желая вывезти их в Сысерть, но горожане отстояли свои права перед Священным Синодом.
Церковь неоднократно ремонтировалась. В 1798 году было проведено вторичное освящение. Сильные разрушения принес ураган 1868 года, снесший главу и крышу здания. Этот урон был устранён на средства купца В. А. Рязанцева, который был церковным старостой (он же оплатил крупный ремонт после пожара 1877 года).
В 1895 году община при Красносельской церкви получила статус женского монастыря, который существовал на проценты от капитала, пожертвованного купцами Рязанцевыми.
В 1921 году монастырь был закрыт, монахини выселены. Церковь передали под детский дом; был уничтожен иконостас, забелены настенные росписи, обустроены учебные классы и спальные помещения. В конце 1920-х годов подвал храма использовался в качестве пересыльной тюрьмы для этапируемых из Перми в Вишерский исправительно-трудовой лагерь. В 1930 году в храме разместился клуб ОГПУ. В период Великой Отечественной войны в церкви размещался химзавод, позднее — ватная фабрика. В начале 1980-х годов горсовет Соликамска постановил отдать здание под автомастерскую, но это постановление выполнено не было, храм стоял бесхозный, пока его не передали зарегистрированной 8 сентября 1989 года православной общине. Был проведен ремонт и в храме возобновились службы.
С 1990-х годов при храме возрождается монастырская община. 27 июля 2009 года Священный синод Русской православной церкви, заслушав прошение епископа Пермского и Соликамского Иринарха, постановил преобразовать Иоанно-Предтеченский приход в бывшем Красном селе в Соликамский Красносельский Иоанно-Предтеченский женский монастырь (журнал № 77).

## Архитектура

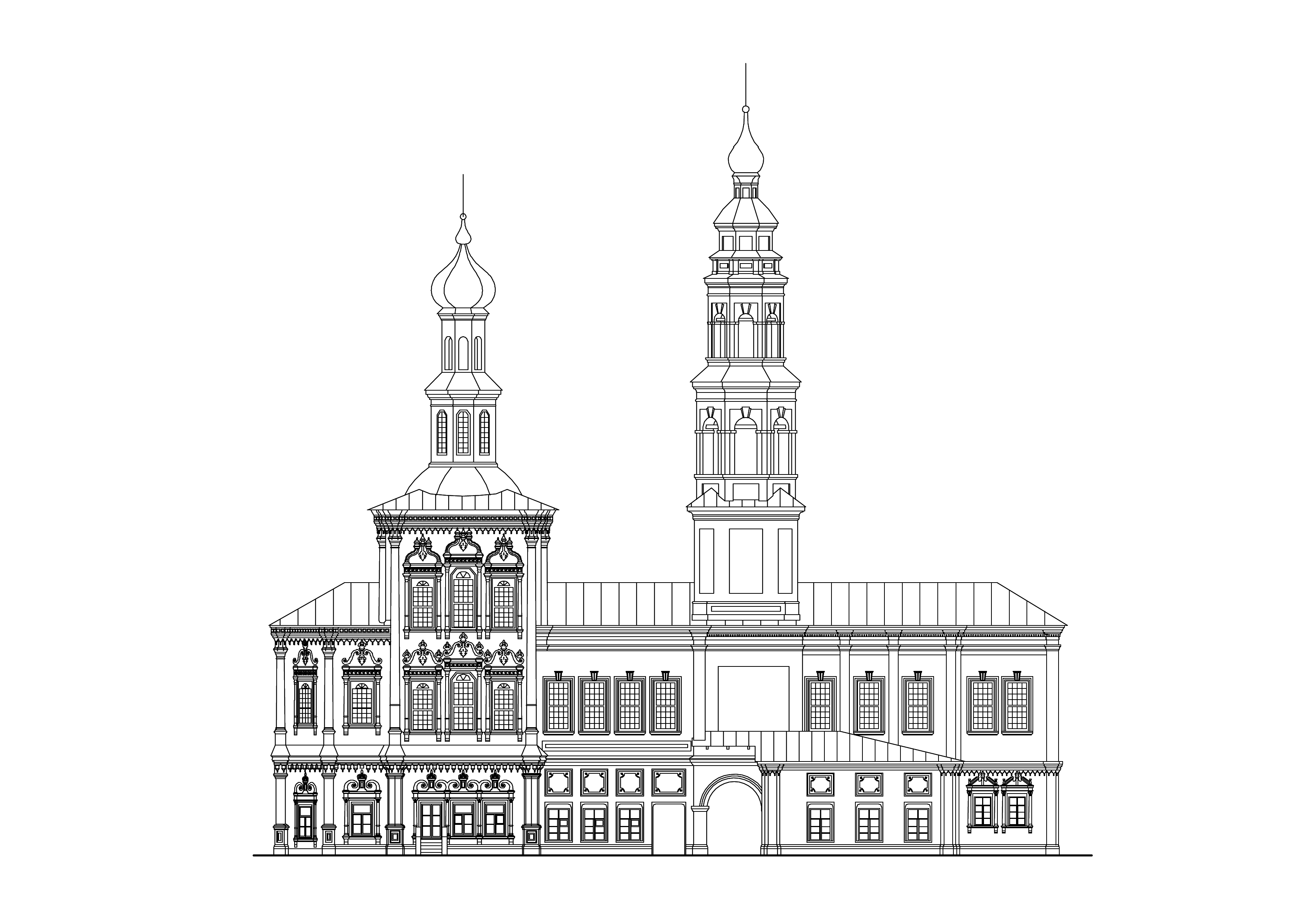
Чертёж церкви Иоанна Предтечи. Векторный файл в формате PDF.

Основная отличительная черта облика храма — его высота, устремлённость вверх, ещё более подчеркнутая всеми архитектурными решениями. Хотя храм построен в XVIII веке, в его архитектуре много элементов роднящих его с соликамскими храмами предыдущего столетия. Храм двухъярусный: нижняя церковь — зимняя, верхняя — летняя. Храм одноглавый бесстолпный с трапезной, равной по площади храму, алтарная часть — пятигранная по ширине храма. Над входом в храм высокая колокольня, а перед колокольней — сильно выдвинутая вперёд длинная паперть. Все элементы храма отличаются увеличенной высотой, устремлённость вверх — отличительная черта его архитектурного облика.
Четверик верхнего яруса храма освещается через два ряда окон. Он завершается двухъярусным сужающимся глухим восьмигранным барабаном с луковичной главкой. Высота этой части храма в три раза больше ширины основания. Колокольня также выстроена по схеме — два восьмерика на четверике, четырёхугольная башня, высотой равная храму завершается двумя открытыми восьмериками для установки колоколов.

## Декоративное оформление

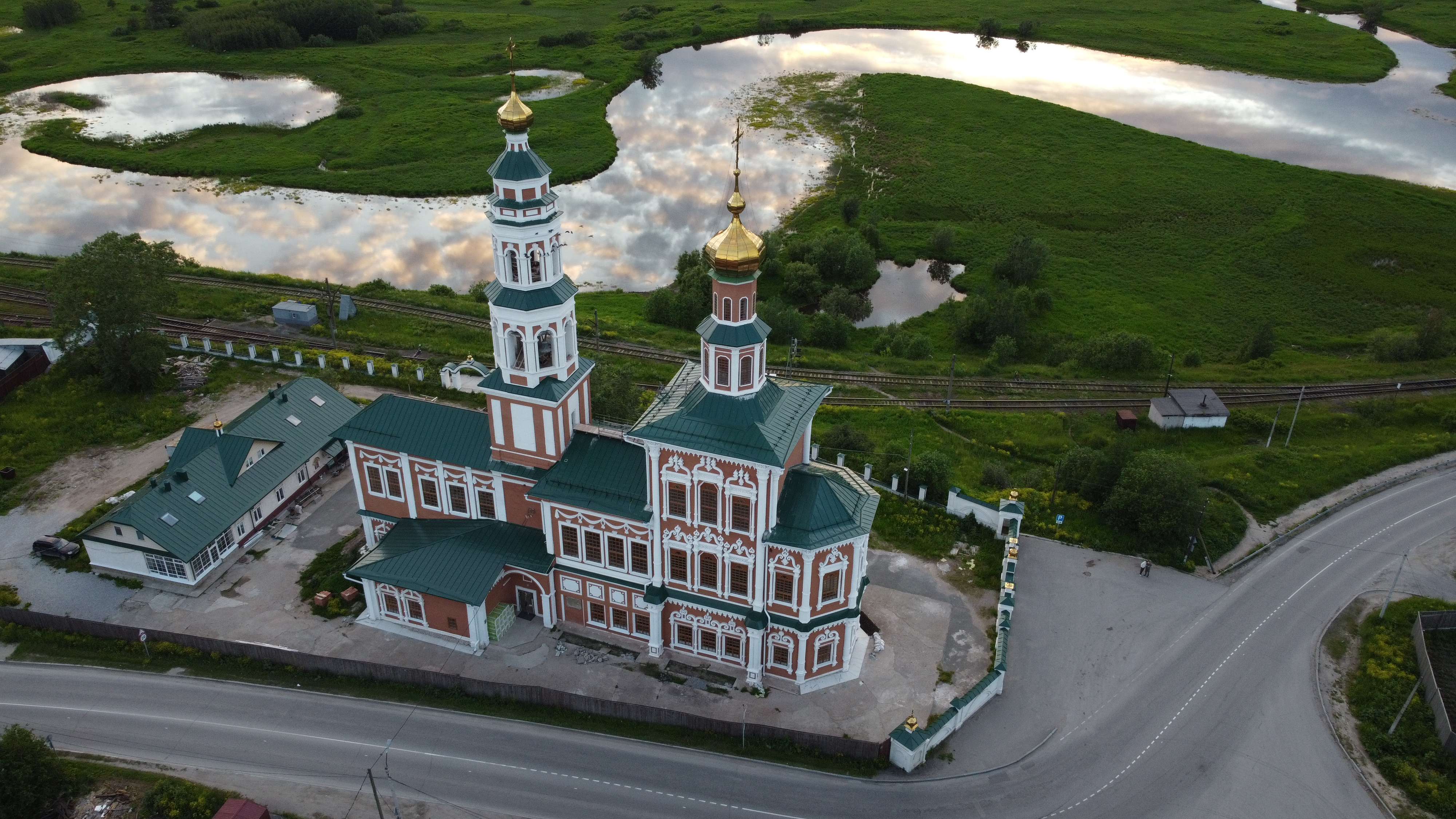
Соликамский Красносельский Иоанно-Предтеченский женский монастырь и река Усолка

Храм искусно и изобретательно декорирован. В элементах декора особенно сильно проявляется связь с архитектурой более старых соликамских храмов. Декоративное оформление всех ярусов окон, не повторяясь, гармонирует друг с другом. Углы четверика храма отделаны полуколоннами. В верхней летней части это длинные прямые полуколонны, подчеркивающие высоту здания, связывающие воедино два яруса окон. Пропорции этих полуколонн повторены в декоративном обрамлении окон. Зимняя часть относительно приземистая, поэтому здесь по углам располагаются пучки полуколонн, каждая из которых повторяет пропорции верхних полуколонн, а весь пучок в целом подчеркивает вертикальную доминанту.